# Tiruppur (distrikt)
Tiruppur är ett distrikt i Indien.   Det ligger i delstaten Tamil Nadu, i den södra delen av landet, 2 000 km söder om huvudstaden New Delhi.